# Gjøvikbanan

Gjøvikbanan (norska: Gjøvikbanen) är en norsk järnväg som öppnades under namnet Nordbanan (norska: Nordbanen) från Grefsen till Røykenvik år 1900, och förlängdes från Jaren till Gjøvik år 1902. Det går persontåg som räknas som en del av Oslos pendeltåg. Tågen var de första i Norge att bjudas ut till lägstbjudande operatör, vilket blev NSB, nuvarande Vy.
Vid Roa finns en förbindelse mot Hønefoss, vilket är den traditionella rutten Oslo–Bergen. Där går numera endast godståg, och persontågen Oslo–Bergen går istället via Drammen, där det bor fler människor. Vid Grefsen finns sidobanan Alnabanan (norska: Alnabanen) som leder godståg från Hønefoss och Oslo godsbangård. Banan har haft tre ytterligare sidolinjer: Røykenvikbanan (Jaren–Røykenvik), Valdresbanan (Eina–Fagernes) og Skreiabanan (Reinsvoll–Skreia). Alla dessa är nedlagda, men det förekommer trafik med turisttåg mellan Eina och Dokka på Valdresbanan.

## Stationer och sidobanor
- Tøyen
- Grefsen, gångavstånd till Storo T-banestation och Grefsen spårvagnshållplats
  - Alnabanen, godstrafik
- Nydalen
- Kjelsås
- Sandermosen (nedlagd i juni 2006)
- Snippen
- Movatn
- Nittedal
- Åneby
- Varingskollen
- Hakadal
- Elnes (nedlagd i juni 2006)
- Stryken
- Harestua
- Furumo
- Bjørgeseter (nedlagd i juni 2006)
- Rundelen
- Grua
- Roa
  - Roa-Hønefosslinjen, godstrafik
- Lunner
- Gran
- Nordtangen (nedlagd i juni 2006)
- Jaren
  - Røykenvikbanan, nedlagd i november 1957
- Bleiken
- Hennung (nedlagd i juni 2006)
- Eina
  - Valdresbanan, nedlagd
- Reinsvoll
  - Skreiabanan, nedlagd
- Raufoss
- Nygard (nedlagd i juni 2006)
- Gjøvik